# Міхаель Цахріс
Міхаель Цахріс (нім. Michael Zachries, 29 жовтня 1943 — 28 липня 2021) — німецький яхтсмен.
Бронзовий призер Олімпійських Ігор 1976 року в класі Солінґ, учасник 1980 року.